# سولن فیگه
سولِن فیگِه (به فرانسوی: Solenne Figuès) (زادهٔ ۶ ژوئن ۱۹۷۹) شناگر اهل فرانسه بود.